# Chandrexa de Queixa
Chandrexa de Queixa är en kommun i Spanien. Den ligger i provinsen Ourense i den autonoma regionen Galicien i nordvästra delen av landet, 400 km nordväst om huvudstaden Madrid. Antalet invånare är 478 (2024). Arean är 171,81 kvadratkilometer.